# Likey
Likey è un singolo del gruppo femminile sudcoreano Twice, pubblicato il 30 ottobre 2017 come unico estratto del primo album in studio del gruppo Twicetagram.

## Classifiche

### Classifiche settimanali
| Classifica (2017) | Posizione massima |
| ----------------- | ----------------- |
| Corea del Sud     | 1                 |

### Classifiche di fine anno
| Classifica (2017) | Posizione |
| ----------------- | --------- |
| Corea del Sud     | 89        |
| Classifica (2018) | Posizione |
| Corea del Sud     | 63        |